# 越南油茶
越南油茶（学名：Camellia vietnamensis）为山茶科山茶属的植物。分布于中国大陆的广西及越南等地，属中国原产的植物（非从国外引种）。